# U 774
U 774 war ein deutsches Unterseeboot des Typs VII C, ein so genanntes „Atlantikboot“. Es wurde durch die deutsche Kriegsmarine während des U-Boot-Krieges im Nordatlantik eingesetzt.

## Technische Daten
Die Kriegsmarinewerft Wilhelmshaven (ehem. Kaiserliche Werft Wilhelmshaven) war hauptsächlich mit der Ausrüstung von Kriegsschiffen beauftragt und wurde ab 1942 auch in das deutsche U-Bootbauprogramm miteinbezogen. Die Werft war für einen jährlichen Ausstoß von 12 Booten vorgesehen. Dieses Produktionsziel wurde nie erreicht. Insgesamt lieferte die Kriegsmarinewerft bis 1945 27 Boote vom Typ VII C an die Kriegsmarine aus.
Als VII C-Boot hatte auch U 774 an der Oberfläche eine Wasserverdrängung von 769 t und unter Wasser 871 t. Es war insgesamt 67,1 m lang, 6,2 m breit, 9,6 m hoch mit einem 50,5 m langen Druckkörper und hatte einen Tiefgang von 4,74 m. Das U-Boot wurde von zwei Viertakt-Dieselmotoren F46 mit je 6 Zylindern und Ladegebläse der Kieler Germaniawerft mit einer Leistung von 2060 bis 2350 kW, bei Unterwasserbetrieb mit zwei Elektromotoren GU 460/8–27 von AEG mit einer Leistung von 550 kW angetrieben. Es hatte zwei Antriebswellen mit zwei 1,23 m großen Schiffsschrauben. Das Boot war zum Tauchen bis in Tiefen von 230 m geeignet.

## Kommandanten
- Johann Buttjer
- Werner Sausmikat wurde am 7. Oktober 1917 in Günthen geboren und trat am 9. Oktober 1937 in die Kriegsmarine ein. Im Dezember 1939 wechselte er zur Luftwaffe, wo er am 6. Mai 1941 als Flieger in der 4. Staffel des Kampfgeschwaders 26 diente. Im Laufe des Jahres 1942 erhielt er den Ehrenpokal und das Deutsche Kreuz in Gold. Nachdem er im Februar 1943 zurück zur Kriegsmarine gegangen war, diente er auf dem U-Boot U 371. Ab dem 28. Februar 1944 übernahm er das Kommando über das Schul-U-Boot U 56, bevor er am 3. Juli 1944 U 1103 übernahm. Am 9. Oktober übernahm er dann das Kommando von U 774.[1]

## Einsatzgeschichte
U 774 war bis zum 31. Januar 1944 als Ausbildungsboot der 31. U-Flottille unterstellt. Anschließend kam es zur 11. U-Flottille. Am 1. März 1944 verließ das Boot Kiel und traf etwa zwei Wochen später im Stützpunkt der Kriegsmarine im norwegischen Bergen ein. Von hier aus lief das Boot am 14. März zu seiner einzigen Unternehmung aus.

## Verlust des Bootes
U 774 wurde am 8. April 1945 südlich von Irland durch die Geleitzerstörer HMS Calder und HMS Bentinck mit Wasserbomben versenkt. Es gab keine Überlebenden.